# بزرگراه میان‌ایالتی ۷۸
بزرگراه میان ایالتی ۷۸ (به انگلیسی: Interstate-78، مخفف:I-78) یکی از بزرگراه‌های میان ایالتی آمریکاست. که مسیر شرقی-غربی داشته و زیرمجموعه دارد.